# MGB (Sovjet)
MGB eller Ministeriet för statens säkerhet var ett sovjetiskt säkerhetsorgan som bildades ur NKGB, när den centrala sovjetiska statsapparaten ombildades från folkkommissariat till ministerier 1946. MGB lades ner 1953 och dess uppdrag och underställda organ överfördes till inrikesministeriet MVD under Lavrentij Berija, till de åter bröts ut och bildade KGB 1954.

## Statssäkerhetsminister

Statssäkerhetsministerns befälstecken.

Bland statssäkerhetsministrarna kan nämnas Viktor Abakumov, 1946-1951.

## Uppdrag
- Politisk underrättelsetjänst utomlands.
- Civil säkerhetstjänst samt personskydd för partiets och statens ledande personligheter.
- Militär säkerhetstjänst samt all säkerhetstjänst i den sovjetiska ockupationszonen i Tyskland.
- Transportsäkerhet
- Övervaka att den kommunistiska värdegrunden efterlevdes av partiorgan, partimedlemmar, myndigheter, statstjänstemän och vanliga människor.

## Underställda organ
- Gränstrupperna var underställda MGB.

## Hemliga krig
MGB och dess efterföljare utkämpade flera hemliga krig mot de motståndsrörelser som bildats i de av Sovjetunionen ockuperade länderna.
- Skogsbröderna i Baltikum till 1957.
- Ukrainska upprorsarmén till 1954.
- Vitryska befrielsearmén till 1955.